# Houéyogbé
Houéyogbé es una comuna beninesa perteneciente al departamento de Mono.
En 2013 tiene 101 893 habitantes, de los cuales 6647 viven en el arrondissement de Houéyogbé.
Se ubica sobre la carretera RN2, unos 20 km al sureste de Lokossa.

## Subdivisiones
Comprende los siguientes arrondissements:
- Dahé
- Doutou
- Honhoué
- Houéyogbé
- Sè
- Zoungbonou